# Polimorf
Polimorfi u mineralogiji podrazumijevaju minerale koji dijele istu kemijsku formulu, ali imaju različitu kristalnu strukturu. Iako im je kemijski sastav isti, svaka od tih polimorfnih supstancija kristalizira u drugoj kristalnoj klasi i pokazuje različita fizička, a donekle i kemijska svojstva.  Uzrok toj pojavi je kristalizacija tvari u različitim genetskim uvjetima, različiti sastav i koncentracija otopine iz koje nastaju te različiti tlak i temperatura.
Najpoznatiji primjer polimorfa su dijamant i grafit, oba kemijske formule C, s tim da dijamant kristalizira u kubičnom kristalnom sustavu, a grafit u heksagonskom. 
Samu pojavu nazivamo polimorfijom.